# Suvi Minkkinen
Suvi Minkkinen, född 8 december 1994, är en finländsk skidskytt.
Minkkinen medverkade i OS 2018, och gjorde sin debut i världscupen 2017. Sin första individuella pallplats i världscupen tog hon 7 december 2024 i Kontiolax. Vid världsmästerskapen i skidskytte 2025 tog Minkkinen brons på sprinten.